# Funicolare Rasciesa
La funicolare Rasciesa (in ted. Raschötzer Bahn) è una ferrovia funicolare che congiunge Ortisei all'alpe Rasciesa, in val Gardena in provincia di Bolzano.

## Storia

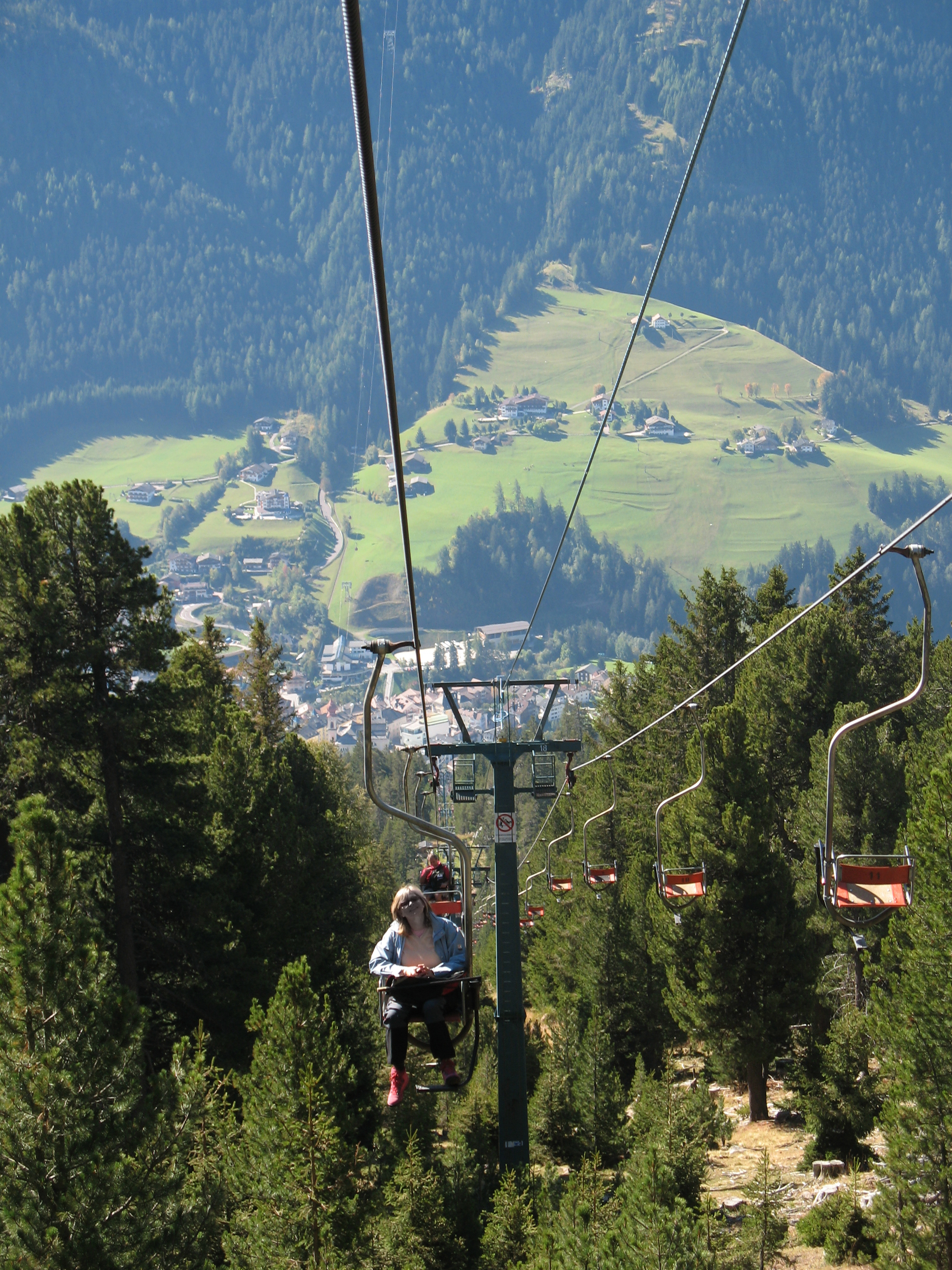
Veduta della vecchia seggiovia

Il 6 dicembre 1950 Leo-Cademia Demetz e suo cugino Luis Trenker progettarono sul Rasciesa una prima seggiovia monoposto, inaugurata nell'ottobre del 1952. Fu il primo degli investimenti nell'area dolomitica. Nel 1980 l'impianto fu completamente ricostruito dalla ditta Leitner di Vipiteno. Il viaggio attraverso i boschi di Rasciesa durava circa 20 minuti e nel 2009 risultava essere una delle ultime seggiovie monoposto esistenti. Essa intraprese l'ultimo viaggio il 30 agosto, essendo ritenuta inadatta al ruolo che doveva svolgere a causa della bassa portata anche se, teoricamente, sarebbe potuta restare in servizio fino al 2020.
La società esercente Sessellift Raschötz Srl optò dunque per la costruzione di una funicolare, in quanto una seggiovia non presenta un'adeguata protezione contro le intemperie e poiché la manutenzione annuale sarebbe risultata troppo costosa. Alla stazione di valle non vi era nemmeno abbastanza spazio per una stazione orbitante, e l'idea era quella di riuscire a trasportare sia pedoni che ciclisti che famiglie con passeggini, funzionalità non possibili con una seggiovia a due posti.
I lavori di costruzione furono effettuati dalla ditta Doppelmayr/Garaventa e l'impianto entrò in funzione il 17 settembre 2010.

## Caratteristiche
Il tragitto effettuato dalla funivia ricalca quello della vecchia seggiovia e presenta una pendenza continua compresa fra il 118 e io 251 per mille, completamente in rettilinea.
Il percorso della linea, dopo circa 100 metri di tunnel siti nella zona residenziale di Ortisei, segue sempre il livello della superficie forestale circostante; solo in un punto si è dovuto costruire un ponte di 250 metri di lunghezza e 20 di altezza, in metallo. Quattro sottopassi sono stati scavati per poter lasciar passare la strada forestale, che in inverno si trasforma in pista naturale da slittino. La stazione a monte e la sala macchine adiacente sono ricoperti da una struttura in legno.
Ciascuna delle due vetture, a carrelli e dotate a monte di un cestone portasci, è in grado di trasportare 90 passeggeri. La durata del viaggio è di circa 5-6 minuti. A 1800 metri di altitudine si trova una stazione intermedia denominata Troi Paian.
La funicolare di Rasciesa risulta essere la più lunga in servizio in Italia, con 2402 metri di lunghezza.

## Galleria d'immagini

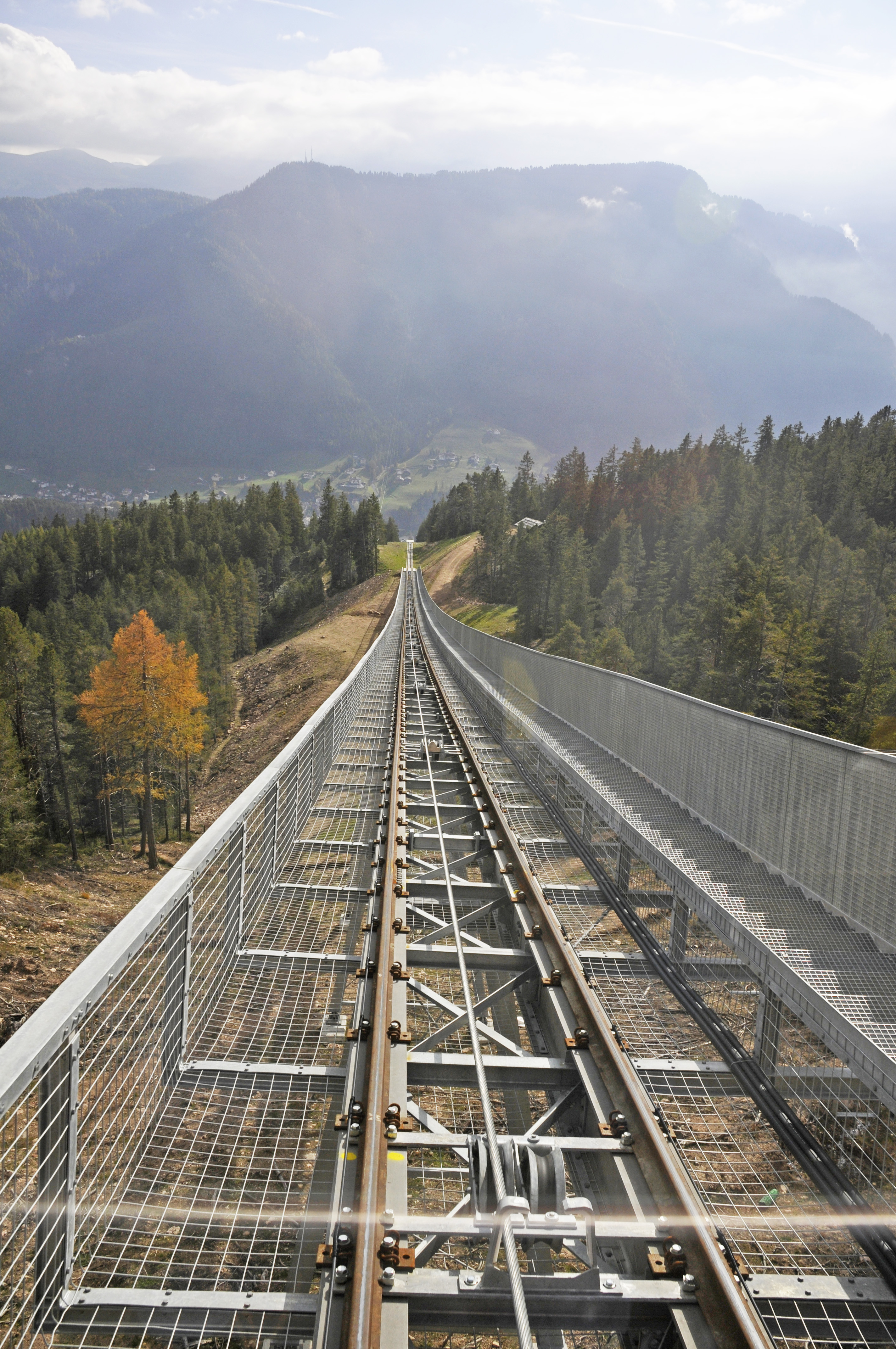
Il ponte durante il tragitto
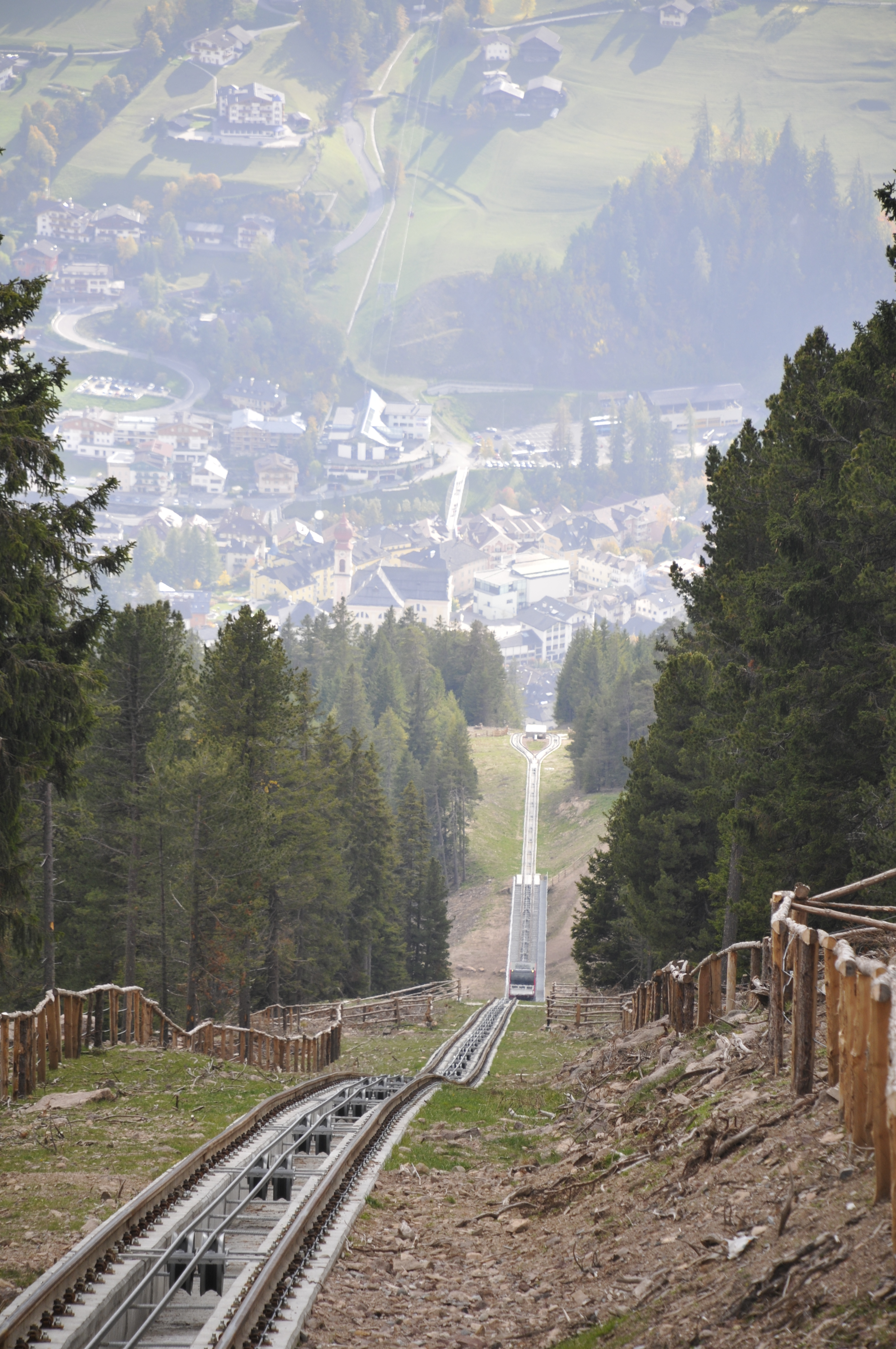
I binari visti dall'alto
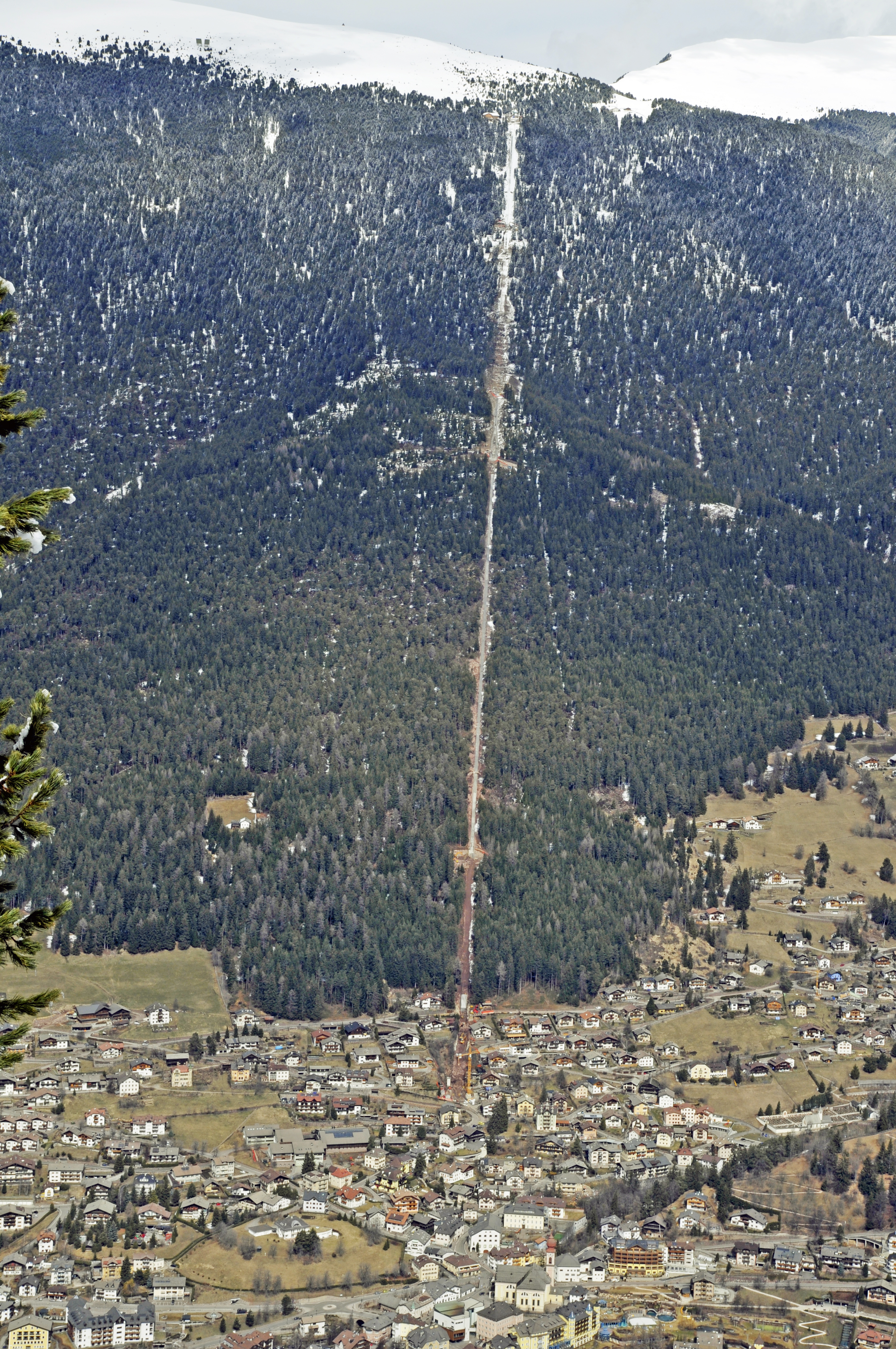
Vista del tragitto